# عبد العزيز خان
عبد العزيز خان بن ندر محمد خان (1614-1683م) الحاكم الأوزبكي لبخارى (خانية بخارى) في القرن السابع عشر الميلاي، كان خامس خان من سلالة جاني (هشتارخاني)، وقد حكم من 1645 إلى 1681 م. كان عبد العزيز خان مفتيا وأحد أبرز حكام سلالة جاني الأبرز. درس الفقه في عهد الملا الملا محمد شريف بخاري، وحصل على فتواه. كما كان كاتبًا وغالبًا ما كان يكتب الرسائل والأوامر بنفسه.
بدأت سلالة جاني بالتدهور بعد وفاة عبد العزيز خان.

## التراث
بنيت مدرسة عبد العزيز خان في بخارى في عهده، كما بنيت مدرسة الصياغة الشهيرة في سمرقند في ذلك الوقت. تحتوي مكتبته الشخصية على كتب خطية جميلة.

مدرسة الصياغة
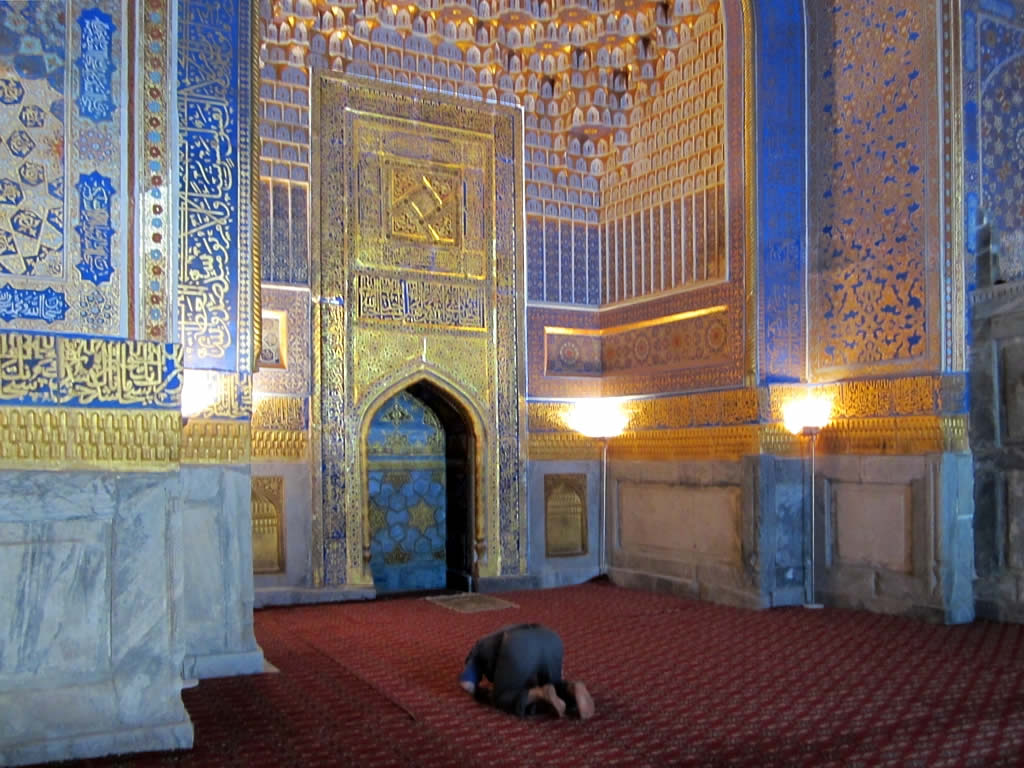
محراب
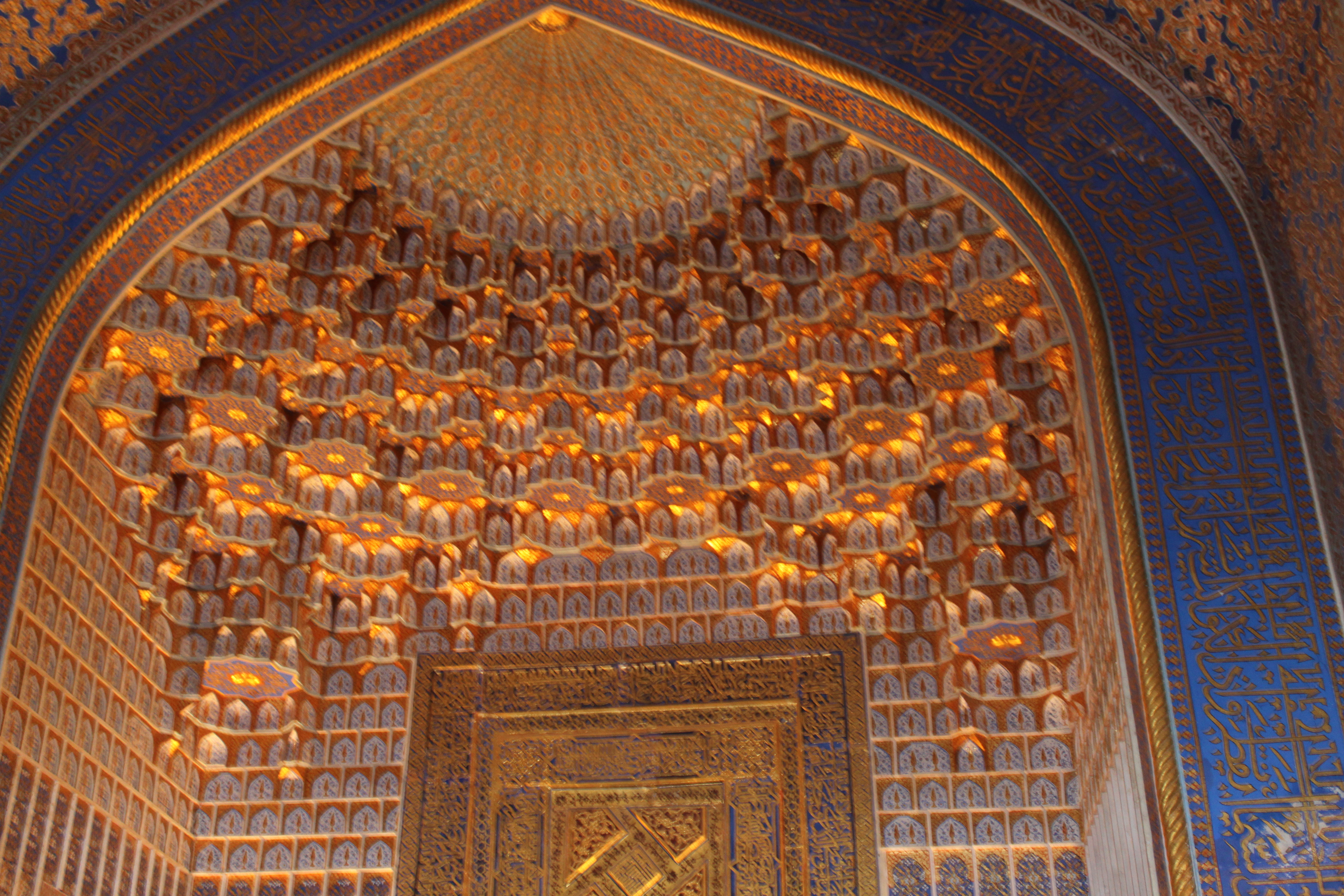
نقوش في السقف
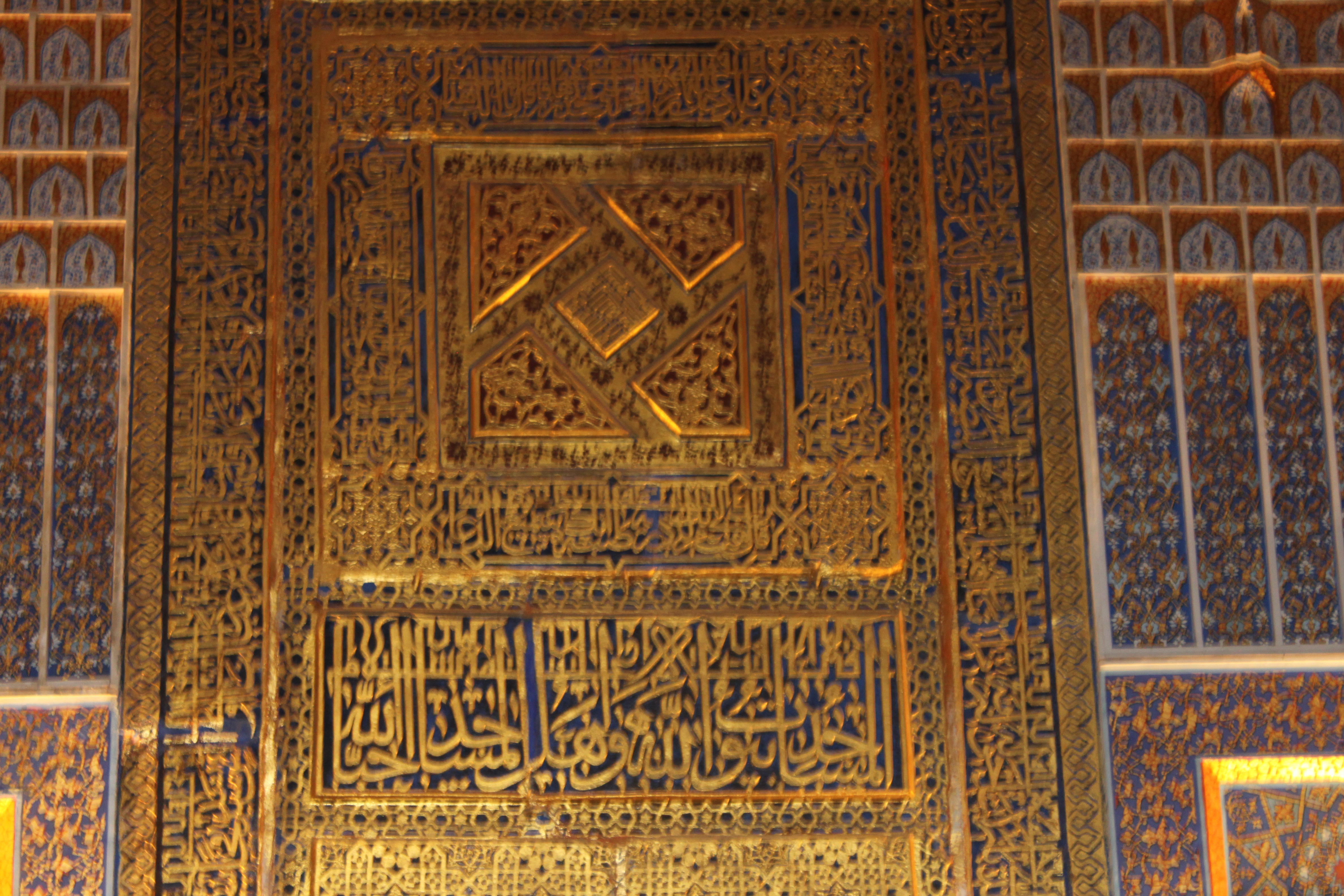
محراب مذهب
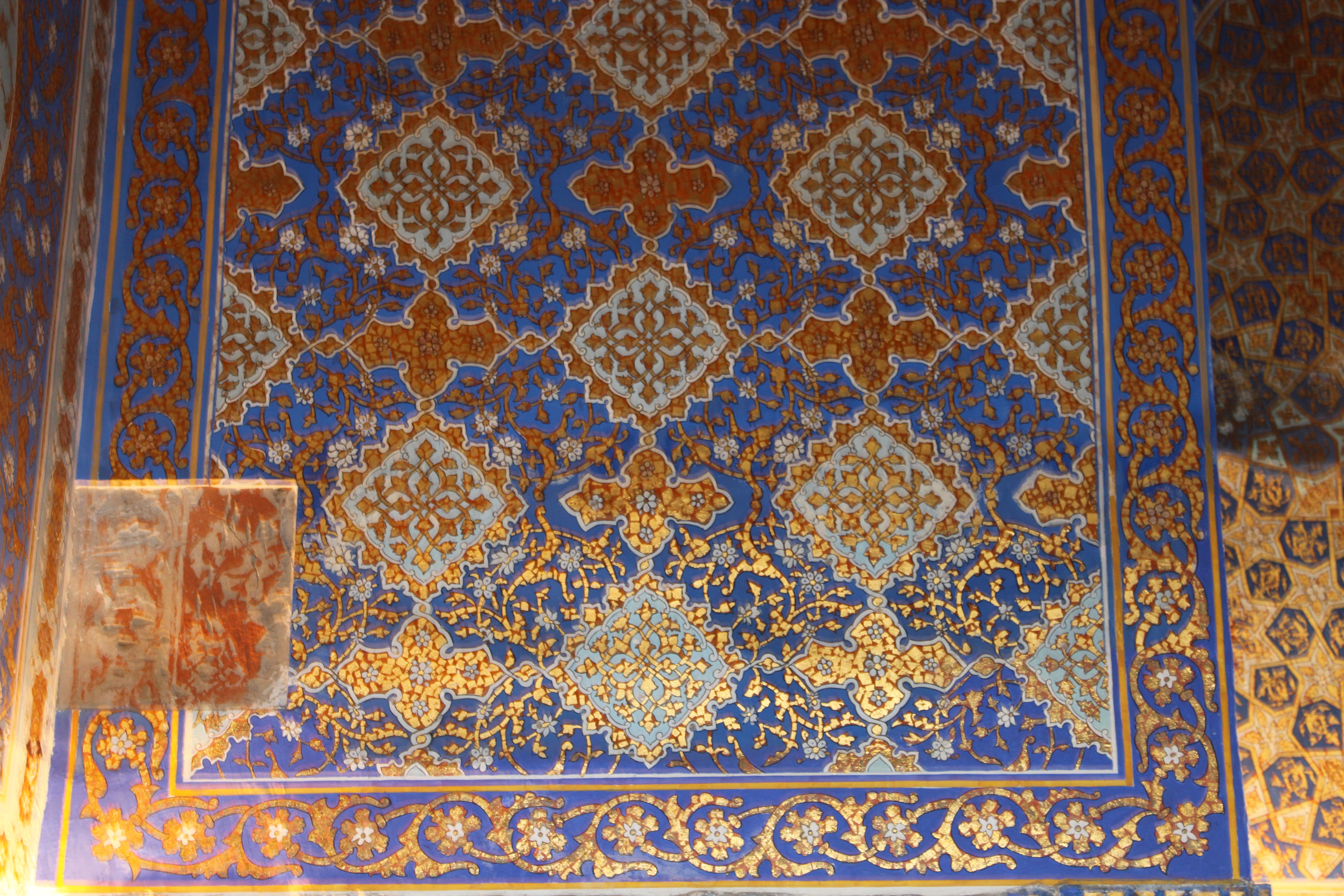
نقوش قرب المنبر
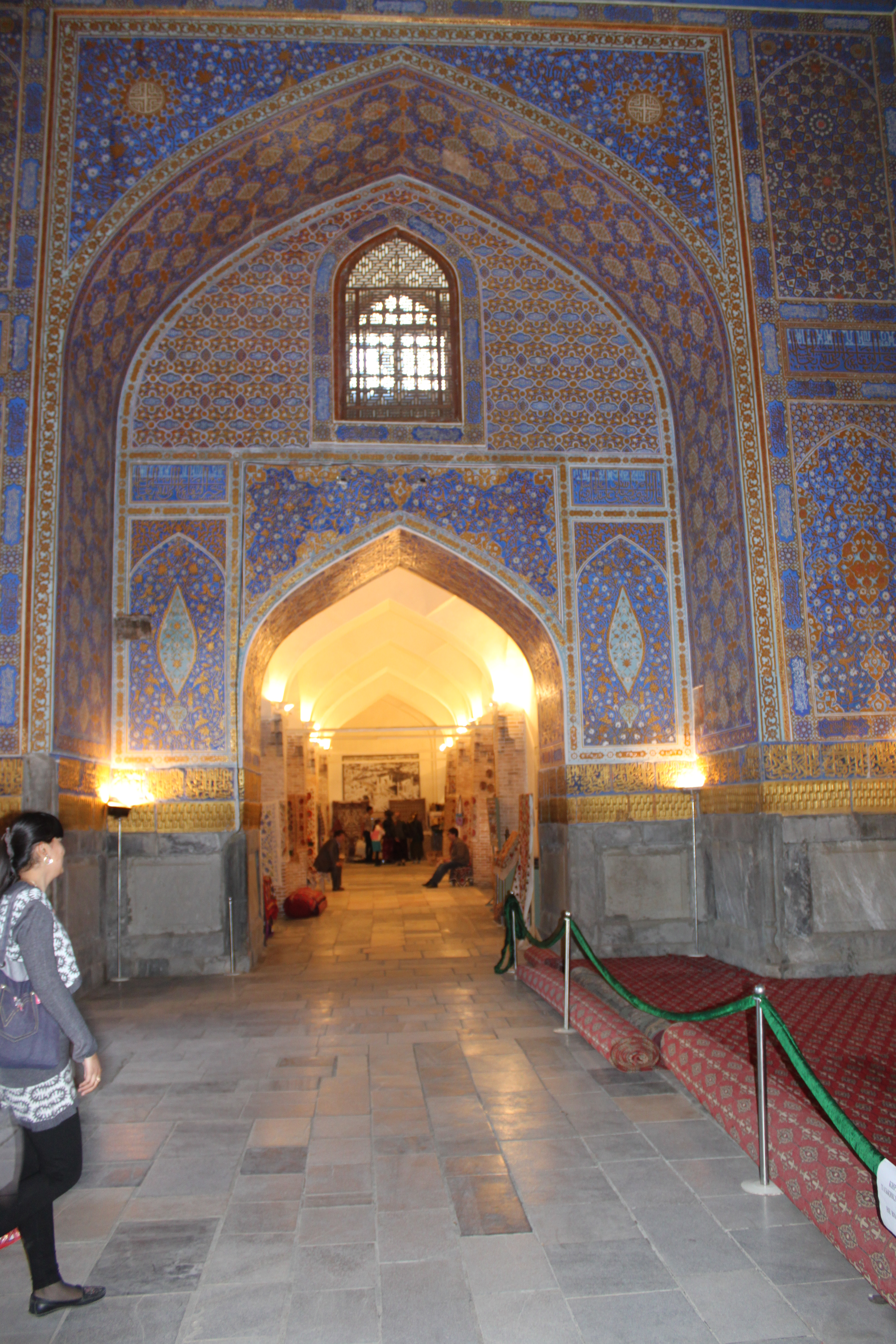
منظر داخلي
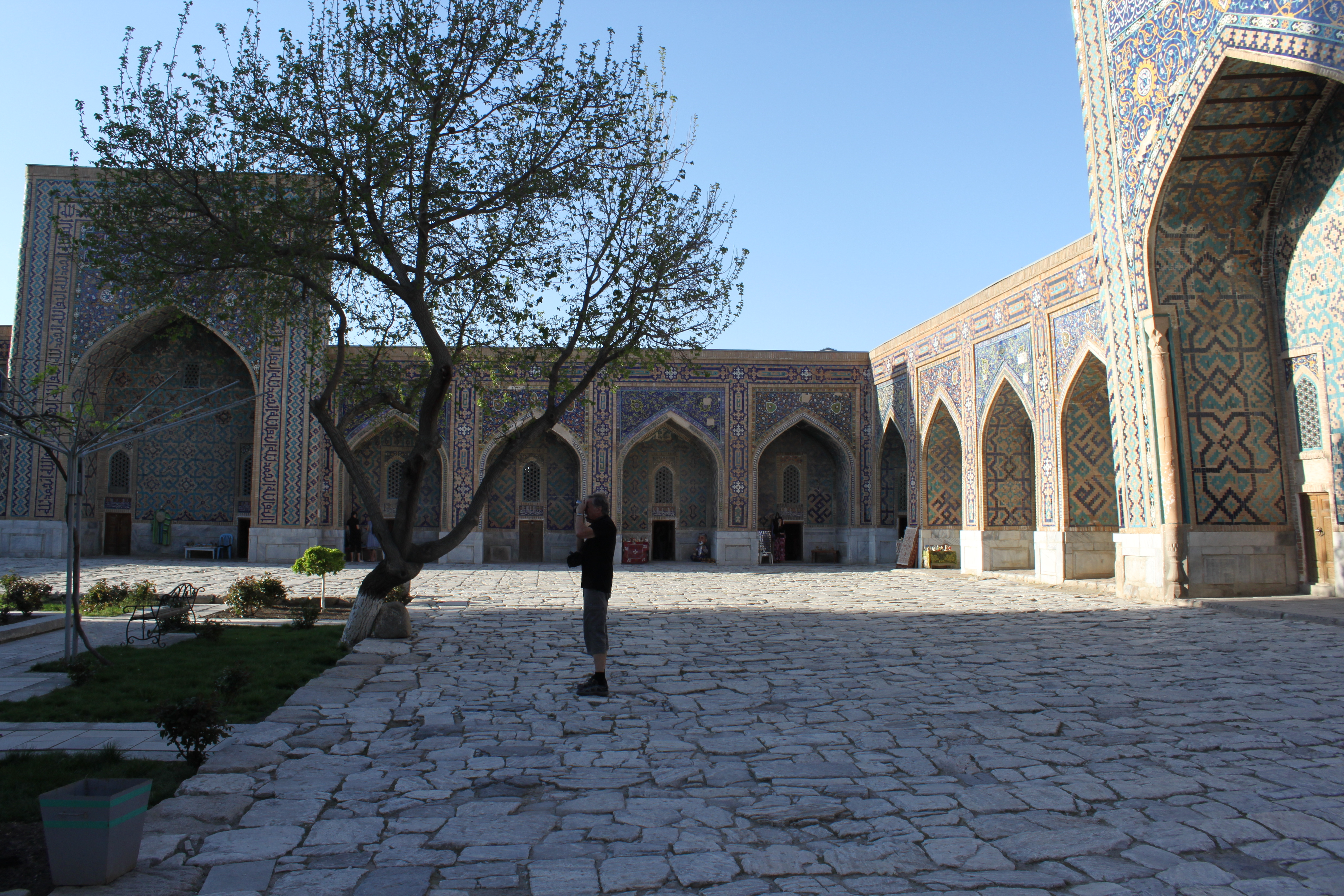
منظر عام للمدرسة

## جامع الأزبك
جامع الأزبك من مساجد العراق التاريخية القديمة ويجاور جدران مبنى وزارة الدفاع، ويقع في جانب الرصافة من مدينة بغداد. وقد بناه عبد العزيز خان في المكان الذي دفن فيهِ عمه السلطان السابق لأوزبكستان (إمام قلي خان) الذي مر ببغداد في طريقهِ إلى مكة لأداء فريضة الحج لكنهُ توفى في هذا المكان ودفن فيه ببغداد عام 1650م.

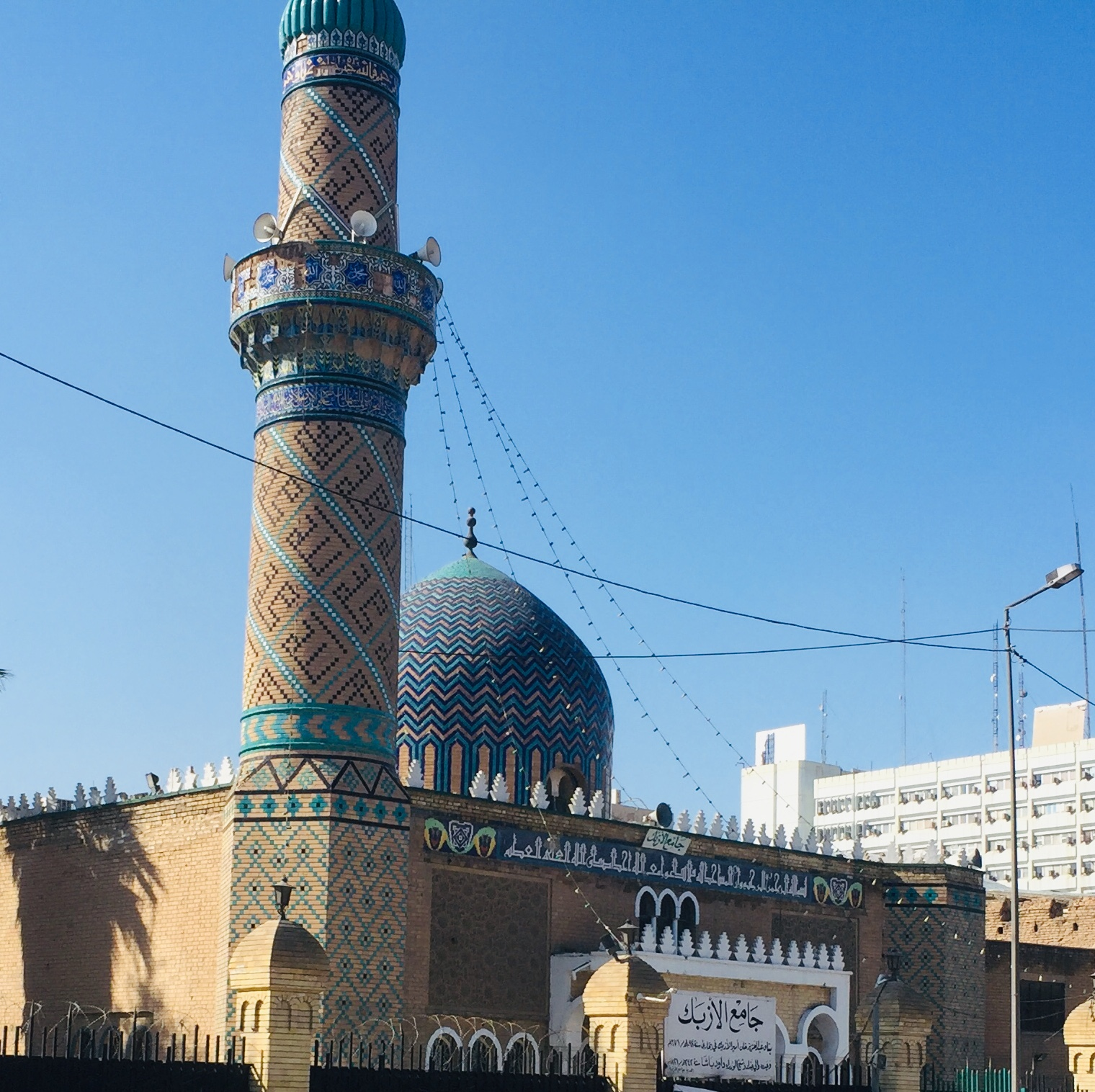
جامع الأزبك سنة 2023
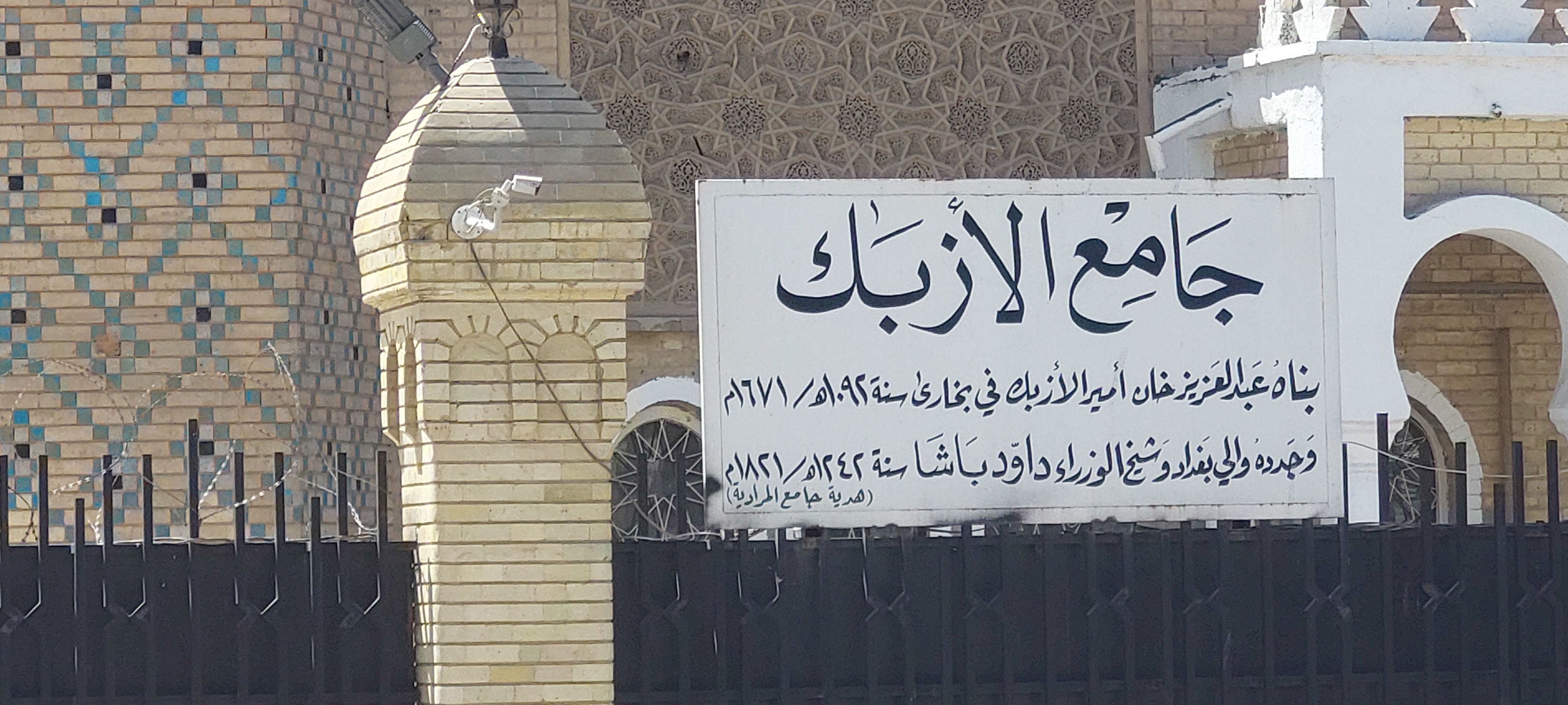
لافتة جامع الأزبك ويظهر فيها أن عبد العزيز خان قد بنى المسجد سنة 1671م.
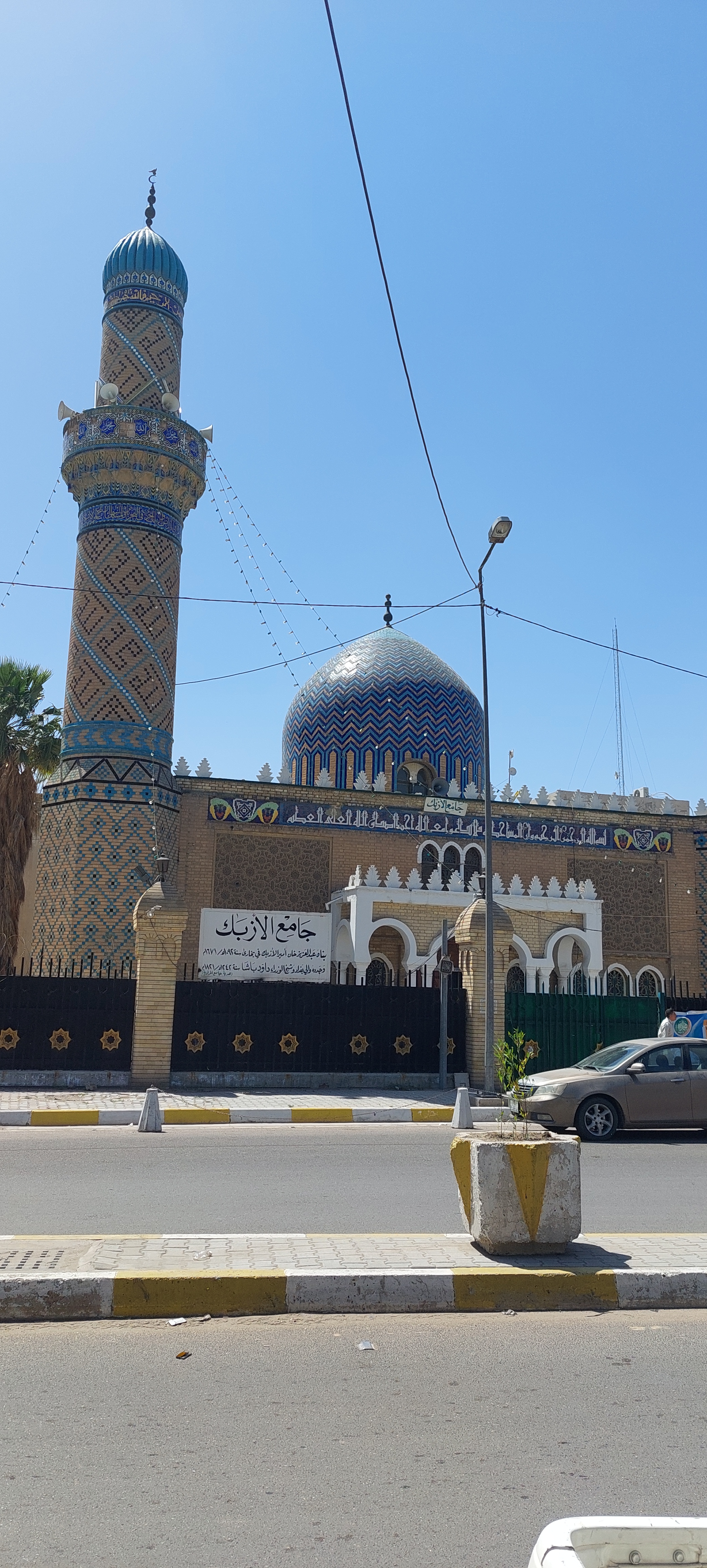
جامع الأزبك سنة 2023